# 阿布西爾 (馬特魯省)
阿布西爾（一譯阿布希爾或阿布瑟爾，Abusir）是一個位在尼羅河三角洲西邊，Mariout湖旁的沿海小鎮，距離埃及第二大城亞歷山卓西南方48（30英里）。在這裡，可以看到一間古老的寺廟遺跡和一座亞歷山大燈塔的複製品。根據2009年的研究，阿布西爾可能是克麗奧佩脫拉七世和馬克·安東尼埋葬地點。

## 遺跡

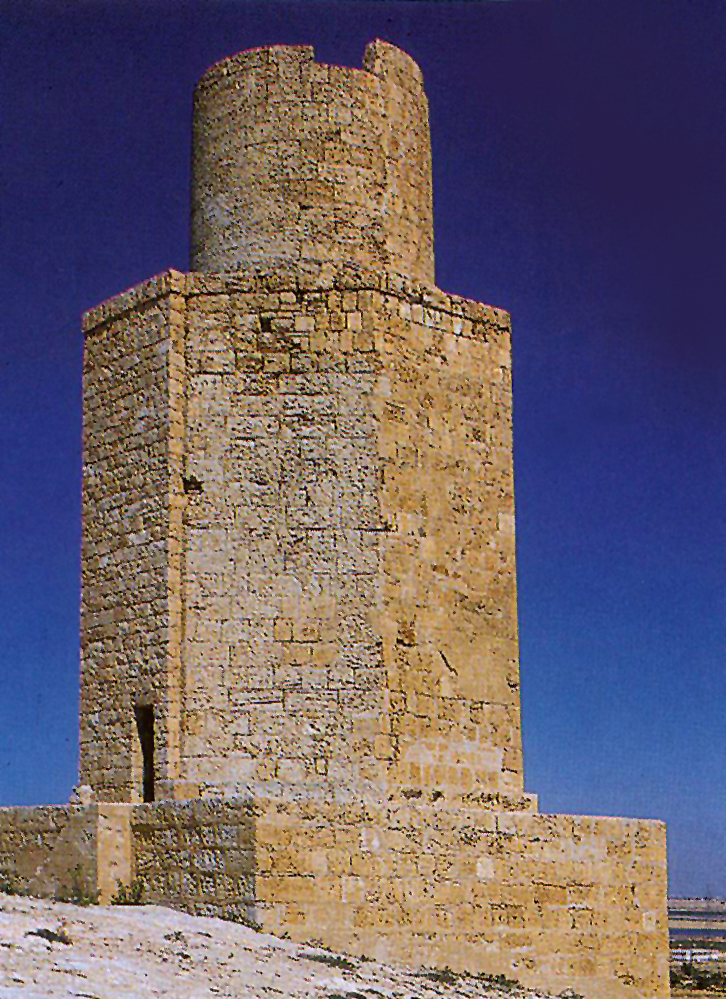
這座複製燈塔可能被用來裝飾陵墓

由於靠海，一部分古埃及時期的墳墓遺跡現已沉入海中 。

### 燈塔
在這些古墓當中，就以按亞歷山大燈塔比例縮小的複製裝飾品最為完整。共有3層樓，高約20（66英尺），下層基座為六角形，上層則為圓柱體。這座燈塔的建造時間可追溯到托勒密二世的統治時期（前285–246年），而當時真正的亞歷山大燈塔可能已經落成。30°56′53″N 29°31′24″E / 30.94806°N 29.52333°E

### 艾西斯神廟
該神廟也是托勒密王國時期的建築，並採多立克柱式。到了4世紀，它已經被一間教會給取代，今天則只剩下斷垣殘壁 30°56′46″N 29°31′07″E / 30.94611°N 29.51861°E。

## 埃及豔與安東尼
考古學家札希·哈瓦斯和Kathleen Martinez自2006年開始在艾西斯神廟進行挖掘作業。他們發現一個男性頭部面具，裂下顎與馬克·安東尼在硬幣中的形象相似；另外也發現克麗奧佩脫拉七世的石膏半身像和硬幣。根據普魯塔克的著作，埃及豔后和安東尼極有可能埋葬在艾西斯神廟附近。

## 外部連結
30°56′42″N 29°30′35″E / 30.94500°N 29.50972°E